# Made in Sweden (musikalbum)
För filmen, se Made in Sweden (film).
Made In Sweden var debutalbumet av den svenske artisten E-Type. Albumet släpptes den 31 oktober 1994 i Sverige och den 30 april 1996 i USA.
Första singeln Set the World on Fire släpptes sommaren 1994, och kom tvåa på Sverigetopplistan, och efterföljdes av singeln This Is The Way som blev etta.  
Do You Always (Have To Be Alone)? och Russian Lullaby släpptes också som singlar 1995. Nana Hedin sjöng på åtta av låtarna på albumet, och Max Martin sjöng kör på Russian Lullaby där Jonas Berggren var medkompositör. Albumet spelads in i Cheiron-studion.
Låten So Dem A Com återkom i en ny version på E-Types andra album The Explorer.

## Låtlista
1. Made in Sweden
2. Set the World on Fire
3. This Is the Way
4. So Dem A Com
5. Fight It Back
6. Until the End
7. When Religion Comes to Town
8. Will I See You Again?
9. Do You Always
10. Russian Lullaby
11. Me No Want Miseria
12. Set the World Unplugged

## Producenter
- 1 & 12: E-Type & Mr. Marple
- 2 & 4: Denniz Pop
- 3, 5 & 11: Denniz Pop & Max Martin
- 6 & 8: Kristian Lundin & John Amatiello
- 7: Kristian Lundin, John Amatiello & E-Type
- 9: Kristian Lundin, John Amatiello & Max Martin
- 10: E-Type & Max Martin[5]